# Torre Ebrí
La torre Ebrí, torre d'Ebrí o torre de la Serra Alta, situada en el terme municipal d'Alcalà de Xivert (Baix Maestrat, País Valencià), és una torre de guaita a una altura sobre el nivell del mar de 499 metres, que formava part del sistema d'alerta i vigilància costanera del Regne de València.
És una de les tres fortificacions defensives costaneres de la Serra d'Irta, junt amb la Torre Badum (altra torre de guaita) i la Torre Nova (actualment en ruïnes). Des de la Torre Ebrí s'albira Peníscola, Alcalà de Xivert, gran part de la Plana d'Orpesa-Torreblanca, la serra del Desert de les Palmes i tot el paisatge d'Alcossebre.

## Història
Els orígens de la torre semblen remuntar-se al segle xvi, quan les incursions barbaresques van obligar a construir aquestes defenses perquè s'hi pogués avisar les poblacions del litoral mediterrani que, en major o menor mesura, venien sofrint atacs que afectaven les poblacions costaneres amb botins i captius, pels quals demanaven després rescats elevats.
En les Ordinacions sobre protecció i custòdia del litoral valencià de Bernardino de Cardenas, duc de Maqueda de 1554, de Vespasiano Gonzaga de 1557 i de Vespasiano Manrique de Lara y Gonzaga, comte de Paredes, de 1673, apareix mencionada com a torre de la Serra Alta. Igualment és anomenada així el 1870 per la Comissió de reconeixement de torres de costa.

## Arquitectura
Aquesta torre està construïda de maçoneria de pedra menys la porta d'accés i el matacà que són de carreus. Té planta circular de 5,5 metres de diàmetre en la base i 5,05 metres de diàmetre en la part més alta, perfil lleugerament troncocònic, i s'eleva fins a 8,5 metres d'alçada. El gruix de les parets és d'1 metre a la base i 0,5 metres al cim. En el seu interior, actualment buit, s'observen les restes de dues plantes, la inferior sense una funció clara i, la superior, a 5 metres d'altura, a la qual s'accedia mitjançant escales de mà per una porta amb llinda protegida per un matacà, que servia d'habitatge als torrers i que està coberta per volta de maçoneria amb una obertura per a accedir a la coberta.
Aquesta torre presenta un deteriorament considerable: el contorn de l'obertura d'accés a la planta baixa presenta despreniments, l'obertura del sostre deixa passar la pluja a l'interior i en el parament s'observen clots i escletxes.

## Galeria fotogràfica

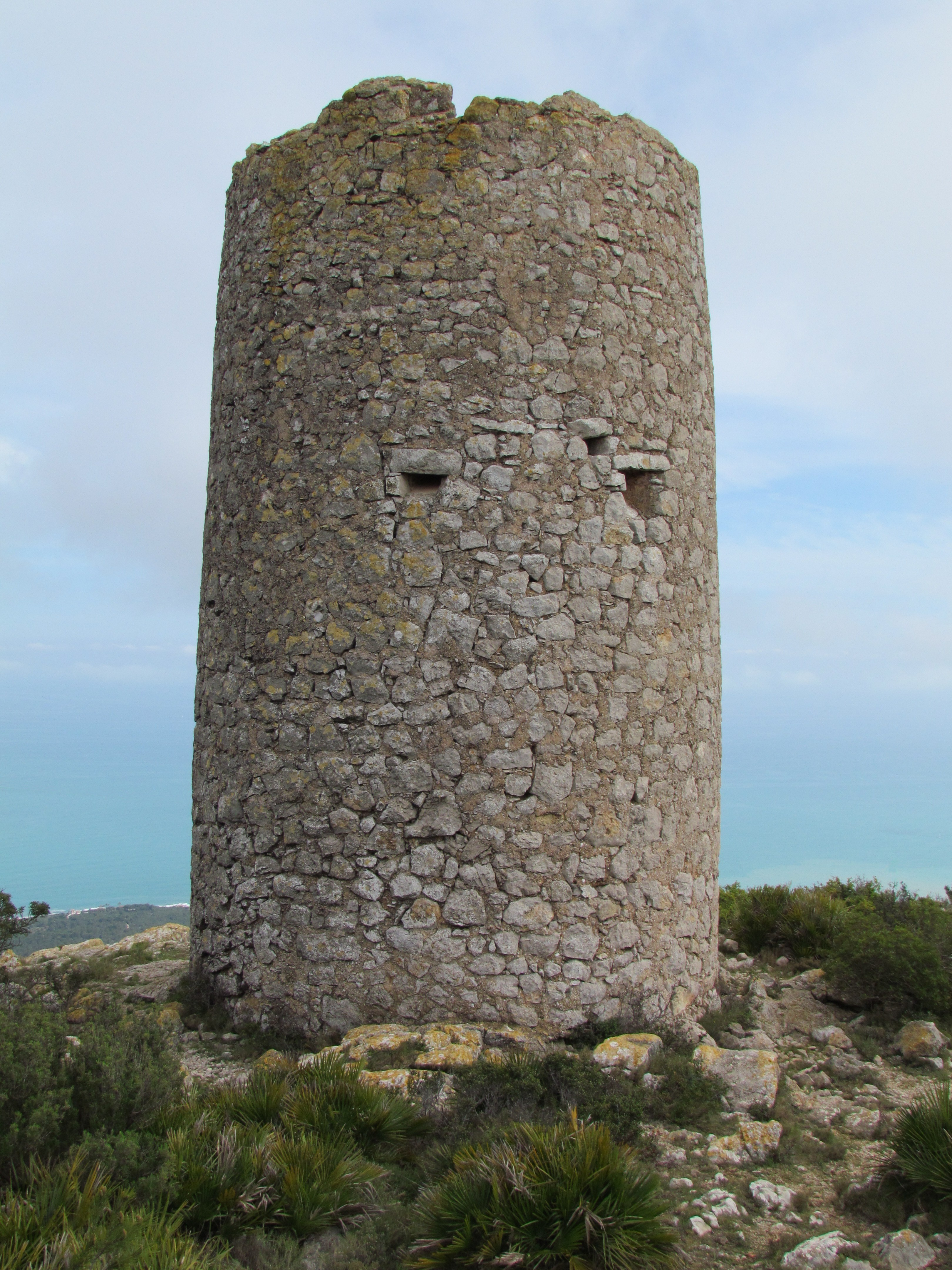
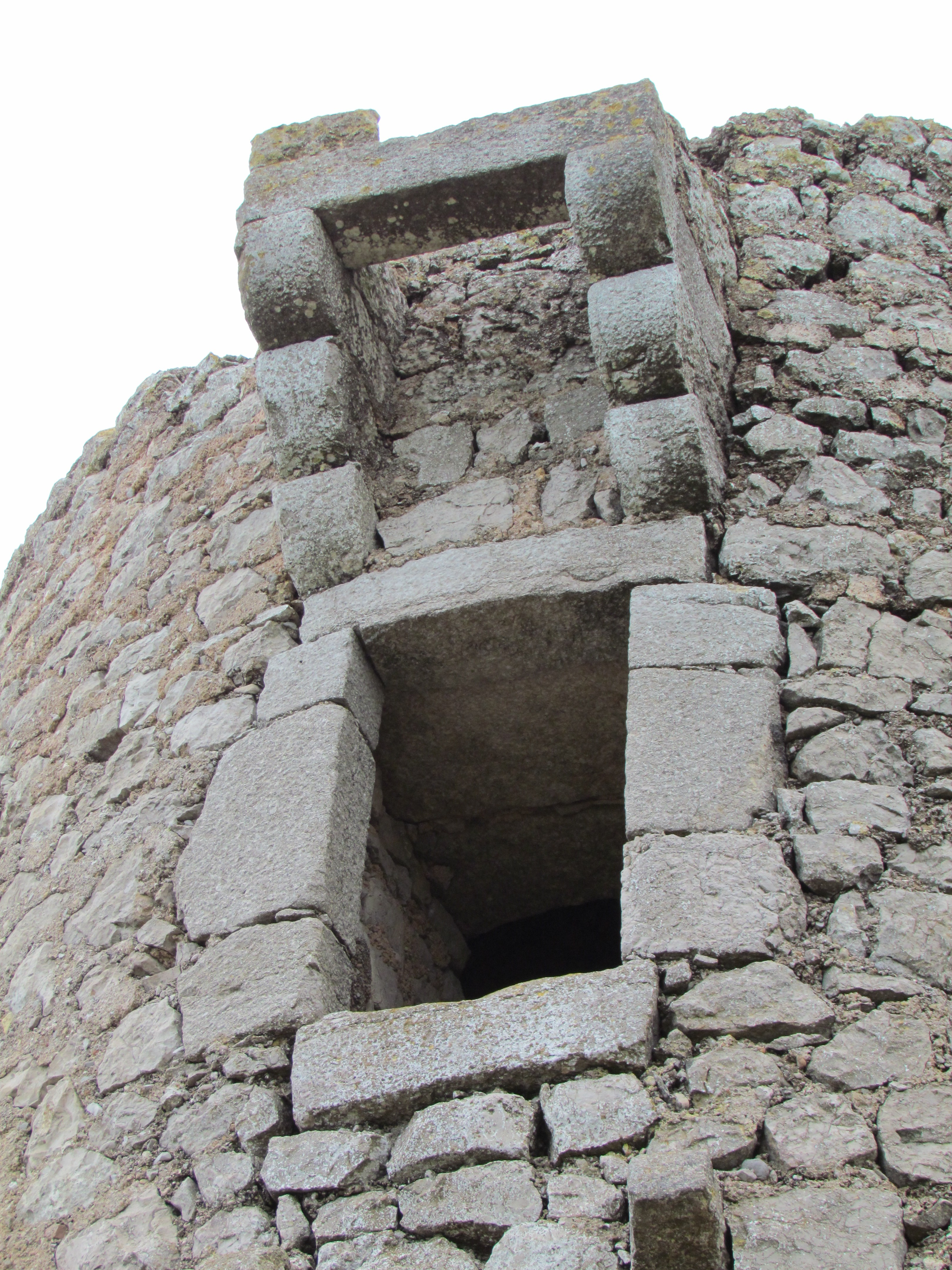
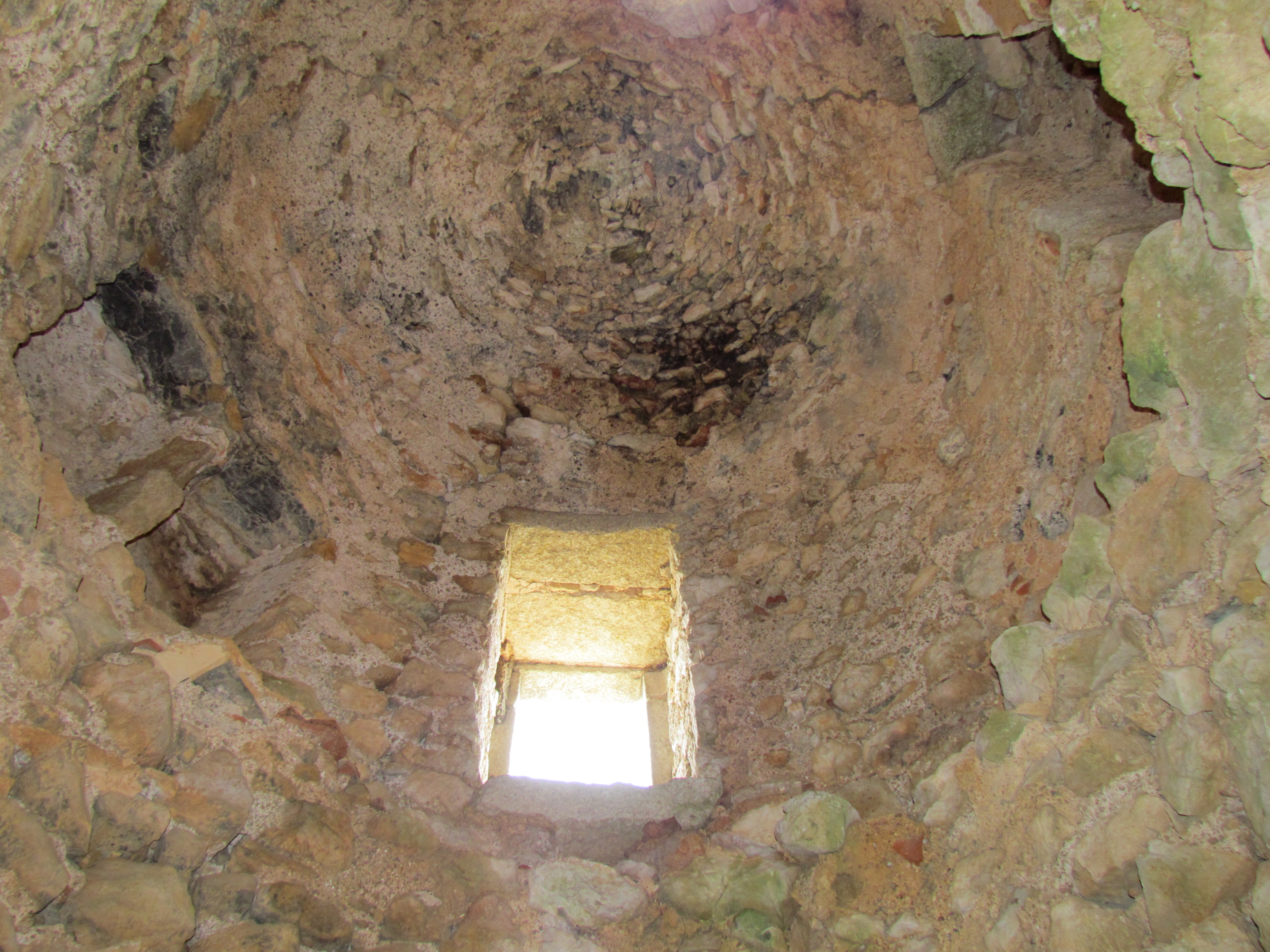

- Torre vista des del nord-oest
- Matacà i porta d'accés
- Interior